# Niloufar Bayani
Niloufar Bayani (persisch نیلوفر بیانی; * 1986 in Teheran) ist eine iranische Biologin und Umweltschützerin, die ab 2017 die Bestände des stark bedrohten Asiatischen Geparden im Iran erforschte. Revolutionsgardisten verhafteten sie und acht ihrer Kollegen Anfang 2018 unter dem Vorwurf der Spionage. Die Teheraner Staatsanwaltschaft beschuldigte sie ab November 2018 des „Säens der Korruption auf Erden“. Knapp ein Jahr später wurde die Anklage ein weiteres Mal geändert. Ihr wurde nun „Kollaboration mit den feindlichen Staaten USA und Israel“ vorgeworfen. Eine Kammer des Islamischen Revolutionsgerichts verurteilte sie im November 2019 zu einer Haftstrafe von zehn Jahren. Nach internationalem Druck wurde Bayani im April 2024 begnadigt und freigelassen. 
2022 wurde Bayani auf die BBC-Liste der 100 einflussreichsten Frauen des Jahres aufgenommen.

## Leben

### Familie und Ausbildung
Niloufar Bayani stammt aus einer bekannten Familie im Iran. Ihr Urgroßvater Reza Gholi Khan war Gouverneur in kadscharischer Zeit; ihr Großvater, der Ingenieur und Universitätsprofessor Ali Gholi Bayani (1913–2009), gilt als „Vater der iranischen Hydrologie“.
Nach ihrem Schulabschluss begann Niloufar Bayani ein Studium der Biologie an der McGill University in Montreal, das sie 2009 mit dem Grad einer Baccalaurea abschloss. Anschließend studierte sie bis zu ihrem Master-Examen im Jahr 2012 Naturschutzbiologie an der Columbia University in New York, an der sie zeitweise auch unterrichtete. In ihrer Masterarbeit untersuchte sie Küstenökosysteme am Beispiel der Wechselbeziehungen von Korallen und Algen in Belize.

### Beraterin bei den Vereinten Nationen
2012 begann sie, für das Umweltprogramm der Vereinten Nationen in Genf zu arbeiten. Hier setzte sie sich für die Unterstützung von Gemeinschaften ein, die unter den Umweltfolgen von Krisen und Katastrophen leiden. Ihre Tätigkeit brachte sie in verschiedene Regionen der Erde, so nach Afghanistan, Sri Lanka und in die Elfenbeinküste. In Haiti war sie bei der Erholung von Ökosystemen nach dem verheerenden Wirbelsturm Mathieu behilflich. Im Westen der Demokratischen Republik Kongo setzte sie sich dafür ein, das Risiko von Überschwemmungen und Erosionen im Lukaya-Flussbecken zu verringern. In ihrer Forschung beschäftigte sie sich außerdem mit der Ökologie des Persischen Golfes.

## Konflikt mit dem iranischen Staat

### Verhaftung
Im Juni 2017 kehrte Niloufar Bayani in den Iran zurück und schloss sich der Persian Wildlife Heritage Foundation (PWHF) an, einer Nichtregierungsorganisation auf dem Gebiet des Naturschutzes, die 2008 in Teheran gegründet worden war. Bayani wurde die Leitung eines PWHF-Projektes anvertraut, das sich die Rettung des von Ausrottung bedrohten Asiatischen Geparden (Acinonyx jubatus venaticus) zum Ziel gesetzt hat. Um die Bestände der Art in sieben iranischen Provinzen zu dokumentieren, stellten sie und ihre Kollegen Kamerafallen auf. Am 24. Januar 2018 wurde Bayani von Angehörigen der Iranischen Revolutionsgarde festgenommen. Am selben Tag, einen Tag darauf und am 25. Februar 2018 wurden sieben weitere Personen verhaftet. Es handelte sich dabei um den PWHF-Direktor Kavous Seyed-Emami sowie die Forscher und Umweltschützer Sepideh Kashani, Houman Jowkar, Taher Ghadirian, Amir Hossein Khaleghi, Abdolreza Kouhpayeh und Sam Radjabi, die alle in die Abteilung 2-A des Teheraner Evin-Gefängnisses überstellt wurden. Kurz zuvor war auch schon der Gründer der Persian Wildlife Heritage Foundation, Morad Tahbaz, verhaftet und nach Evin verbracht worden. Alle Forscher wurden beschuldigt, „Spionage von Militäranlagen unter dem Deckmantel des Umweltschutzes“ betrieben zu haben.
Renommierte Fotografen wie Frans Lanting wiesen darauf hin, dass man mithilfe von Kamerafallen nur Bilder mit geringer Auflösung von vorbeiziehenden Tieren aufnehmen kann, diese Fotografien aber nicht zu militärischen oder anderen Zwecken genutzt werden können. Der im Iran orts- und sprachkundige Ökologe David Laylin erklärte, dass in den Gebieten, in denen die PWHF-Forscher arbeiteten, keine militärischen Anlagen existieren. Er erachtete die Vorwürfe als konstruiert. Im Mai 2018 kam auch ein hochrangiger iranischer Regierungsausschuss zu dem Schluss, dass es keine überzeugenden Beweise für eine Spionagetätigkeit gebe. Dennoch wurden die Forscher nicht auf freien Fuß gesetzt.
Amnesty International berichtete darüber, dass 2018, im Jahr der Festnahme Bayanis, „mindestens 63“ Umweltaktivisten und Forscher festgenommen wurden. Die Menschenrechtsorganisation sah darin einen Versuch des iranischen Staates, die zunehmend offen artikulierte Kritik von Menschenrechtsaktivisten und Umweltschützern an Fehlentwicklungen und Versäumnissen im Land einzudämmen. Eine weitere Ursache für die Verhaftung der Forscher der Persian Wildlife Heritage Foundation erblickten Beobachter darin, dass die PWHF mehrfach technische Unterstützung von der gemeinnützigen Panthera Corporation erhielt, einer Organisation, die mit dem Ziel gegründet wurde, Großkatzen zu erforschen und zu schützen. Der Co-Gründer von Panthera, der US-amerikanische Investor und Philanthrop Thomas S. Kaplan, hatte sich in einem anderen Zusammenhang kritisch und abwertend über den Iran geäußert. Obwohl die PWHF-Forscher diese Kritik explizit zurückwiesen, gilt seit dem Zeitpunkt ihrer Äußerung das Verhältnis zwischen den iranischen Behörden und der PWHF als belastet. Generell lösten die Kontakte in den Westen, über die mehrere der Forscher verfügten, bei den Revolutionsgarden und Teilen der iranischen Politik Misstrauen aus.
Zwei Wochen nach ihrer Inhaftierung kam einer der Kollegen von Niloufar Bayani, der PWHF-Direktor Kavous Seyed-Emami, unter mysteriösen Umständen im Evin-Gefängnis ums Leben. Die Polizei teilte der Familie des Forschers mit, dass er in seiner Zelle Suizid begangen habe. Ein Sohn Seyed-Emamis wie auch Akademikerverbände zogen diese Erklärung öffentlich in Zweifel. Die Behörden ließen eine unabhängige Untersuchung des Falles nicht zu. Der kanadischen Ehefrau von Seyed-Emani wurde untersagt, den Iran zu verlassen, wogegen sie erfolgreich klagte.

### Anklage, Folter, Prozess
Nach ihrer Festnahme wurde Niloufar Bayani, wie auch ihre Kollegen, über einen längeren Zeitraum in Isolationshaft gehalten. Der Zugang zu ihrem Rechtsbeistand wurde ihr verwehrt; Kontakte zu ihrer Familie beschränkten sich anfangs auf gelegentliche Telefonate. Spätere kurze Besuche von Angehörigen konnten nur unter Aufsicht der Staatsanwaltschaft im Gefängnis stattfinden.
Im November 2018 gab ein Sprecher der iranischen Justiz bekannt, dass die Anklage gegen Bayani von „Spionage“ zu „Säen der Korruption auf Erden“ (efsad f’il arz) geändert wurde, worauf im Iran die Todesstrafe steht. Auch die Mitgefangenen Ghadirian, Jowkar und Tahbaz wurden mit diesem Anklagepunkt konfrontiert. Gegen drei Umweltschützer wurde der Spionagevorwurf aufrechterhalten; einem Angeklagten wurde „Kooperation mit feindlichen Staaten“ zur Last gelegt. Kurz darauf sandten mehr als 370 Naturschützer und Wissenschaftler aus 73 Ländern einen „Letter of Concern“ (Brief der Besorgnis) an Ali Chamenei, den geistlichen Führer der Islamischen Republik Iran. In dem Brief heißt es: „Uns entsetzt der Gedanke, dass der neutrale Bereich des Naturschutzes jemals zur Verfolgung politischer Ziele genutzt werden könnte. Wir als Gemeinschaft verurteilen das aufs Schärfste, und wir sind überzeugt, dass unsere Kollegen keinerlei Anteil daran hatten.“ Den Brief unterzeichneten Persönlichkeiten wie die Verhaltensforscherin Jane Goodall, der Dokumentarfilmer Iain Douglas-Hamilton, Gründer von Save the Elephants, und Marco Lambertini, der Generaldirektor des World Wide Fund For Nature (WWF).
Anfang 2019 wandte sich Niloufar Bayani mit mehreren Briefen an das damalige Oberhaupt der Justiz im Iran, Sadegh Laridschani, an Ali Chamenei und andere Autoritäten. Sie klagte darin über „neun bis zwölf Stunden Verhöre pro Tag und Nacht“. Insgesamt sei sie 1200 Stunden verhört worden. Sie schrieb außerdem: „Ich wurde mit verbundenen Augen verhört, während ich stand [...] mir wurde die Verhaftung und Folter meiner 70-jährigen Mutter und meines Vaters angedroht [...] mir wurde körperliche Folter angedroht, indem man mir Bilder von Foltergeräten zeigte.“ Ein Vernehmungsbeamter habe sie gefragt, ob sie lieber 70-mal in zwei Tagen oder 50-mal an einem einzigen Tag ausgepeitscht werden wolle. Sexuelle Belästigungen seien an der Tagesordnung gewesen.
Der nicht-öffentliche Prozess gegen Bayani und ihre Kollegen begann am 30. Januar 2019 vor der 15. Kammer des Islamischen Revolutionsgerichts in Teheran unter Vorsitz des Richters Abolqasem Salavati. Nach Angaben von Amnesty International unterbrach Niloufar Bayani mehrfach die Verlesung der Anklageschrift und sagte aus, dass sie im Vorfeld des Prozesses ein „Geständnis“ unterschrieben habe, nachdem sie durch körperliche und psychische Folter „gebrochen“ worden sei, sie dieses „Geständnis“ später aber widerrufen habe. Sie führte aus, dass Beamte während der Verhöre damit gedroht hätten, ihr halluzinogene Drogen zu spritzen und ihr die Fingernägel herauszureißen. Man habe ihr ein Papier vorgelegt und behauptet, dass dies ihr Todesurteil sei. Auch seien ihr Fotos des Leichnams von Kavous Seyed-Emami gezeigt worden, mit dem Hinweis, ihr könne ein ähnliches Schicksal widerfahren. Nach diesen Aussagen wurde Bayani vom Vorsitzenden Richter des Saales verwiesen, da sie die Verhandlung störe. Während der nächsten Prozesstage durfte sie den Gerichtssaal nicht mehr betreten. Die Teheraner Staatsanwaltschaft widersprach später den Vorwürfen Bayanis und verwies darauf, dass alle Verhöre mit Videoaufzeichnungen dokumentiert seien.
Gemeinsam mit ihrer Kollegin Sepideh Kashani trat Niloufar Bayani am 3. August 2019 in einen Hungerstreik. Die Wissenschaftlerinnen forderten einen fairen Prozess, bessere Haftbedingungen und eine Beendigung der psychischen Folter. Zeitweise sollen sich Houman Jowkar, Taher Ghadirian und Amir Hossein Khaleghi dem Hungerstreik angeschlossen haben.
Am 14. Oktober 2019 erklärte ein Sprecher der Justiz gegenüber der Nachrichtenagentur ISNA, dass die Anklage gegen Bayani erneut geändert worden sei. Sie laute nun: „Kollaboration mit den feindlichen Staaten USA und Israel, um zugunsten der CIA und des Mossad zu spionieren.“ Außerdem wurde ihr der Besitz „illegaler Gelder“ vorgeworfen. Am 20. November 2019, knapp zwei Jahre nach ihrer Inhaftierung, wurde Bayani in Abwesenheit eines Anwalts das Urteil verkündet. Sie erhielt eine Haftstrafe von zehn Jahren. Trotz der Anklage konnte der Richter nicht konkret benennen, welche geheimen Informationen Niloufar Bayani angeblich an das Ausland übermittelt hatte und welchen finanziellen Gewinn sie möglicherweise daraus zog. Das Gericht interpretierte jedoch das Arbeitsentgelt, das Bayani für ihre fünfjährige Tätigkeit bei den Vereinten Nationen erhalten hatte, als Beweis für die illegale Annahme von Geld aus dem Ausland und als „kriminellen Wohlstand“. Sie wurde angewiesen, einen Geldbetrag in Höhe von 360.000 US-Dollar an den iranischen Staat „zurückzugeben“. Das Gericht erlaubte Bayani nicht, die vollständige Anklageschrift zu lesen oder eine Liste der Beweismittel in Augenschein zu nehmen.
Der PWHF-Gründer Morad Tahbaz wurde ebenfalls zu zehn Jahren Haft verurteilt. Die übrigen Angeklagten erhielten Freiheitsstrafen zwischen vier und acht Jahren. Am 18. Februar 2020 bestätigte das Berufungsgericht die langen Haftstrafen für die Umweltschützer.

### Nach dem Urteil
Etwa ein Jahr nachdem Niloufar Bayani ihre Briefe an das Justizoberhaupt Sadegh Laridschani und das religiöse Oberhaupt Ali Chamenei gesandt und über die Verhörmethoden geklagt hatte, wurden Auszüge aus den Briefen BBC Persian zugespielt und im Februar 2020 vom Sender veröffentlicht. Aufgrund dieser Publikation klagte sie die Staatsanwaltschaft im Oktober 2020 erneut an, diesmal wegen „Veröffentlichung falscher Informationen“.
Im August 2021 erkrankte Niloufar Bayani an COVID-19. Während viele andere Gefangene, die sich mit dem Virus infiziert hatten, freigelassen wurden, verblieb Bayani in Haft. Sie wurde auf die Quarantänestation des Evin-Gefängnisses verlegt, wo sie nach Informationen des Senders Iran International jedoch nicht medizinisch versorgt wurde.
Am 21. November 2022 war Niloufar Bayani einem Medienbericht zufolge an der nicht genehmigten Aufführung eines hybriden Sprechtheater- und Puppenstücks im Evin-Gefängnis beteiligt, das von 16 weiblichen Gefangenen geschrieben und inszeniert wurde. Das Stück trug den Titel Naft Square (wörtlich: Öl-Platz) und erstreckte sich über drei Akte. Im ersten Akt repräsentierten Puppen drei studentische Aktivisten aus den Jahren 1999, 2009 und 2022 und stellten ihren Kampf gegen das Patriarchat im Iran dar. Die beiden übrigen Akte bestanden aus Monologen der Gefangenen Sepideh Gholian und Narges Mohammadi, in denen die Diskriminierung ethnischer Minderheiten im Iran, die Gewalt gegen Kurden und Araber sowie der Protest der trauernden Mütter der Opfer der Islamischen Republik thematisiert wurden. Die Frauen hatten nicht das nötige Material zur Herstellung der Puppen, doch Niloufar Bayani habe gewusst, wie man aus chinesischer Mehlpaste Puppen anfertigt. Die Puppen seien dann improvisiert mit Acrylfarbe, die die Frauen auftreiben konnten, Stoffen und ihren eigenen Haaren vervollständigt worden. Laut dem Bericht trat Bayani als eine der Puppenspielerinnen auf.

### Freilassung
Nach mehr als sechs Jahren Haft wurde Niloufar Bayani Anfang April 2024 begnadigt und freigelassen. Mit ihr durften im Rahmen einer größeren Amnestie auch ihre Kollegen Sepideh Kashani, Houman Jowkar und Taher Ghadirian das Gefängnis verlassen. Viele Unterstützer Bayanis sowie Sprecher des Umweltprogramms der Vereinten Nationen reagierten mit Erleichterung auf die Nachricht.

### Reaktionen
Neben den über 370 Wissenschaftlern und Naturschützern, die sich an den geistlichen Führer des Iran wandten (vgl. Abschnitt Anklage, Folter, Prozess), setzten sich zahlreiche akademische Verbände, Hochschulen und einzelne Wissenschaftler für Niloufar Bayani ein. Schon gut zwei Monate nach der Inhaftierung Bayanis und ihrer Kollegen verlangten 800 iranische Umweltschützer in einem offenen Brief an Präsident Hassan Rohani ein „beschleunigtes gerichtliches Verfahren zur Klärung des Schicksals der Inhaftierten“ und bezeugten deren Integrität. Jane Goodall forderte 2022 anlässlich des Weltumwelttages erneut die Freilassung Bayanis.
Das Solidaritätsnetzwerk „Scholars at Risk“ (SAR) zur Förderung der akademischen Freiheit, dem auch mehrere deutsche Universitäten angehören, bietet ständig aktualisierte Informationen zum Fall von Niloufar Bayani an. Es bat Ali Chamenei im August 2021, die an COVID-19 erkrankte Bayani aus dem Gefängnis zu entlassen. Ein Seminar an der Ruhr-Universität Bochum in Kooperation mit SAR forderte im September 2021 „Freiheit für Niloufar Bayani“. In ähnlicher Weise engagierte sich das Committee of Concerned Scientists für Bayani.
Die Vereinten Nationen forderten die iranische Regierung im Februar 2018 auf, die Arbeit von Umweltaktivisten zu respektieren und die Strafverfolgung von Wissenschaftlern einzustellen. In einer Resolution des Europäischen Parlaments, in der Niloufar Bayani genannt wird, fordern die Abgeordneten „eine unabhängige Untersuchung des Todes von Kavous Seyed-Emami in der Haft und der Foltervorwürfe gegen andere inhaftierte Aktivisten und verurteilen die Praxis, politischen Gefangenen absichtlich die medizinische Versorgung zu verweigern“.
Amnesty International sprach von „frei erfundenen“ Spionagevorwürfen und einem „grob unfairen Prozess“. Niloufar Bayani und ihre Kollegen hätten „legitime Forschung“ betrieben: „Es ist absurd, dass sie ohne jegliche Beweise verfolgt und wie Kriminelle behandelt werden. [...] Der Schutz gefährdeter Wildtiere ist kein Verbrechen.“ Die Menschenrechtsorganisation beklagte außerdem, dass Bayani und die übrigen Inhaftierten zu keinem Zeitpunkt Zugang zu Anwälten ihrer Wahl hatten. Sie bat die Öffentlichkeit, sich für Bayani zu verwenden. Nach Auffassung von Human Rights Watch verletzten die iranischen Justizbehörden im Fall der Umweltschützer „die Standards für faire Gerichtsverfahren“.
Bärbel Kofler, von 2016 bis 2021 Beauftragte der deutschen Bundesregierung für Menschenrechtspolitik und Humanitäre Hilfe, erklärte nach dem Prozess gegen Bayani und die übrigen Umweltschützer: „Ich bin bestürzt über die Verurteilung von [...] Umweltaktivisten in Iran zu langen Haftstrafen. Sie haben sich friedlich und mit großem Engagement für den Tierschutz und Artenschutz in Iran eingesetzt. Ich fordere ihre sofortige Freilassung und appelliere an die iranische Regierung, die von ihr eingegangenen menschen- und bürgerrechtlichen Verpflichtungen einzuhalten.“
Die deutschen Politiker Franz Untersteller, Martina Feldmayer und Tabea Rößner übernahmen politische Patenschaften für Bayani. Auch die Umweltsprecherin der österreichischen Grünen, Astrid Rössler, übernahm eine Patenschaft.
2022 wurde Niloufar Bayani von der BBC in die Liste der 100 einflussreichsten und inspirierendsten Frauen des Jahres aufgenommen.

## Veröffentlichungen (Auswahl)
- Niloufar Bayani et al.: Effects of changing coral cover on reef fish recruitment in the Caribbean. Poster presented at the Student Conference on Conservation Science, New York City, Vereinigte Staaten, 10.–12. Oktober 2012.
- Niloufar Bayani: Ecology and Environmental Challenges of the Persian Gulf. In: Iranian Studies, 49, H. 6, November 2016, S. 1047–1063; doi:10.1080/00210862.2016.1241569
- Niloufar Bayani, Yves Barthélemy: Integrating Ecosystems in Risk Assessments. Lessons from Applying InVEST Models in Data-Deficient Countries. In: F. Renaud, K. Sudmeier-Rieux, M. Estrella, U. Nehren (Hrsg.): Ecosystem-Based Disaster Risk Reduction and Adaptation in Practice. Advances in Natural and Technological Hazards Research, Cham 2016, S. 227–254.
- Niloufar Bayani et al.: Coastal Partners: Applying ecosystem-based disaster risk reduction (Eco-DRR) through a ridge-to-reef approach in Port Salut, Haiti. United Nations Environment Programme, Nairobi 2016.
- Niloufar Bayani et al.Mountain Partners: Applying Ecosystem-based Disaster Risk Reduction (Eco-DRR) for sustainable and resilient development planning in the Koh-e Baba Mountains, Afghanistan. United Nations Environment Programme, Nairobi 2016.
- Niloufar Bayani et al.: River Partners: Applying Ecosystem-Based Disaster Risk Reduction (Eco-DRR) in Integrated Water Resource Management (IWRM) in the Lukaya Basin, Democratic Republic of the Congo. United Nations Environment Programme, Nairobi 2016.